# Финале УЕФА Лиге шампиона 1994.
Финале УЕФА Лиге шампиона 1994. је била фудбалска утакмица одиграна између Милана и Барселоне, одиграна 18. маја 1994. на Олимпијском стадиону у Атини.
Пошто је четврту годину заредом освојила Ла Лигу, Барселона је била фаворит за освајање друге титуле Лиге шампиона у три године. Милан је имао више кадровских проблема у припремама пре финала. Легендарни нападач Милана Марко ван Бастен и њихова млада сензација Ђанлуиђи Лентини (тада најскупљи фудбалер света) били су повређени, док су Франко Барези и дефанзивац Алесандро Костакурта суспендовани. Тадашњи прописи УЕФА, који су ограничавали тимове на највише три страна играча у тиму, значили су да је тренер Милана Фабио Капело био приморан да изостави Флорина Радучојуа, Жан-Пјера Папена и Брајана Лаудрупа. С друге стране, Барселонин тренер Јохан Кројф је одлучио да не изабере Михаела Лаудрупа у свом тиму за финале, због чега је Капело после утакмице изјавио „Лаудруп је био момак кога сам се плашио, али га је Кројф изоставио, и то је била његова грешка“. Лаудруп је на крају сезоне напустио Барселону и прешао у редове највећег ривала, Реал Мадрида.
Милан је играо у потпуно белој гостујућој опреми, коју је историјски користио у финалима Купа шампиона/Лиге шампиона, док је Барселона играла у својој црвено-плавој опреми. Милан је доминирао у раној фази утакмице и награђен је када је Дејан Савићевић протрчао по десном боку и додао до Данијелеа Масара, који је убацио лопту у празну мрежу. Масаро је постигао још један гол непосредно пре завршетка првог полувремена и поставио резултат 2-0 након соло продора Роберта Донадонија по левом крилу.
Савићевић је у 47. минуту искористио грешку одбрамбеног играча Мигела Анхела Надала и лобовао голмана Андонија Зубизарету за трећи гол. Везиста Милана Марсел Десаји је избегао офсајд замку у 58. минуту и постигао гол за 4-0, што је на крају био и коначан резултат. Десаји је постао први играч који је освојио други трофеј у низу са различитим клубовима, након што је освојио титулу са Марсељом 1993. године.

## Екипе
| Екипа     | Претходна финална наступа (подебљано означава победнике) |
| --------- | -------------------------------------------------------- |
| Милан     | 6 (1958, 1963, 1969, 1989, 1990, 1993)                   |
| Барселона | 3 (1961, 1986, 1992)                                     |

## Пут до финала
| Милан            | Милан            | Милан            | Милан            | Коло            | Барселона        | Барселона        | Барселона        | Барселона        |
| ---------------- | ---------------- | ---------------- | ---------------- | --------------- | ---------------- | ---------------- | ---------------- | ---------------- |
| Противник        | Ук. рез          | 1. ута           | 2. ута           |                 | Противник        | Ук. рез          | 1. ута           | 2. ута           |
| Арау             | 1–0              | 1–0 (Г)          | 0–0 (Д)          | Прво коло       | Динамо Кијев     | 5–4              | 1–3 (Г)          | 4–1 (Д)          |
| Копенхаген       | 7–0              | 6–0 (Г)          | 1–0 (Д)          | Друго коло      | Аустрија Беч     | 5–1              | 3–0 (Д)          | 2–1 (Г)          |
| Противник        | Резултат         | Резултат         | Резултат         | Групна фаза     | Противник        | Резултат         | Резултат         | Резултат         |
| Андерлехт        | 0–0 (Г)          | 0–0 (Г)          | 0–0 (Г)          | 1. коло         | Галатасарај      | 0–0 (Г)          | 0–0 (Г)          | 0–0 (Г)          |
| Порто            | 3–0 (Д)          | 3–0 (Д)          | 3–0 (Д)          | 2. коло         | Монако           | 2–0 (Д)          | 2–0 (Д)          | 2–0 (Д)          |
| Вердер Бремен    | 2–1 (Д)          | 2–1 (Д)          | 2–1 (Д)          | 3. коло         | Спартак Москва   | 2–2 (Г)          | 2–2 (Г)          | 2–2 (Г)          |
| Вердер Бремен    | 1–1 (Г)          | 1–1 (Г)          | 1–1 (Г)          | 4. коло         | Спартак Москва   | 5–1 (Д)          | 5–1 (Д)          | 5–1 (Д)          |
| Андерлехт        | 0–0 (Д)          | 0–0 (Д)          | 0–0 (Д)          | 5. коло         | Галатасарај      | 3–0 (Д)          | 3–0 (Д)          | 3–0 (Д)          |
| Порто            | 0–0 (Г)          | 0–0 (Г)          | 0–0 (Г)          | 6. коло         | Монако           | 1–0 (Г)          | 1–0 (Г)          | 1–0 (Г)          |
| Победник Групе Б | Победник Групе Б | Победник Групе Б | Победник Групе Б | Коначни пласман | Победник Групе А | Победник Групе А | Победник Групе А | Победник Групе А |
| Противник        | Резултат         | Резултат         | Резултат         | Нокаут фаза     | Противник        | Резултат         | Резултат         | Резултат         |
| Монако           | 3–0 (Д)          | 3–0 (Д)          | 3–0 (Д)          | Полуфинале      | Порто            | 3–0 (Д)          | 3–0 (Д)          | 3–0 (Д)          |

## Утакмица

### Детаљи
| Милан                                          | 4–0      | Барселона |
| ---------------------------------------------- | -------- | --------- |
| Масаро 22’, 45+2’ · Савићевић 47’ · Десаји 58’ | Извештај |           |

| Милан | Барселона |

|              |    |                    |     |     |
|              |    |                    |     |     |
| GK           | 1  | Себастијано Роси   |     |     |
| RB           | 2  | Мауро Тасоти (к)   | 35’ |     |
| LB           | 3  | Кристијан Панучи   | 88’ |     |
| CM           | 4  | Деметрио Албертини | 53’ |     |
| CB           | 5  | Филипо Гали        |     |     |
| CB           | 6  | Паоло Малдини      |     | 83’ |
| LM           | 7  | Роберто Донадони   |     |     |
| CM           | 8  | Марсел Десаји      |     |     |
| RM           | 9  | Звонимир Бобан     |     |     |
| CF           | 10 | Дејан Савићевић    |     |     |
| CF           | 11 | Данијеле Масаро    | 45’ |     |
| Измене:      |    |                    |     |     |
| GK           | 12 | Марио Иелпо        |     |     |
| DF           | 13 | Стефано Нава       |     | 83’ |
| MF           | 14 | Анђело Карбоне     |     |     |
| MF           | 15 | Ђанлуиђи Лентини   |     |     |
| FW           | 16 | Марко Симоне       |     |     |
| Тренер:      |    |                    |     |     |
| Фабио Капело |    |                    |     |     |

|             |    |                      |     |     |
|             |    |                      |     |     |
| GK          | 1  | Андони Зубизарета    |     |     |
| RB          | 2  | Алберт Ферер         | 58’ |     |
| DM          | 3  | Пеп Гвардиола        |     |     |
| CB          | 4  | Роналд Куман         |     |     |
| CB          | 5  | Мигел Анхел Надал    | 54’ |     |
| CM          | 6  | Хосе Мари Бакеро (к) | 48’ |     |
| LB          | 7  | Серђи Бархуан        | 55’ | 71’ |
| RF          | 8  | Христо Стоичков      | 24’ |     |
| CM          | 9  | Гиљермо Амор         |     |     |
| CF          | 10 | Ромарио              |     |     |
| LF          | 11 | Чики Бегиристаин     |     | 51’ |
| Измене:     |    |                      |     |     |
| DF          | 12 | Хуан Карлос          |     |     |
| GK          | 13 | Карлес Бускетс       |     |     |
| MF          | 14 | Еусебио Сакристан    |     | 51’ |
| MF          | 15 | Хон Андони Гојкоечеа |     |     |
| MF          | 16 | Хуан Естебаранс      |     | 71’ |
| Тренер:     |    |                      |     |     |
| Јохан Кројф |    |                      |     |     |

| Помоћне судије: Роб Харис (Енглеска) Рој Пирсон (Енглеска) Четврти судија: Мартин Боденхам (Енглеска) |